# Beziehungen zwischen Deutschland und Trinidad und Tobago

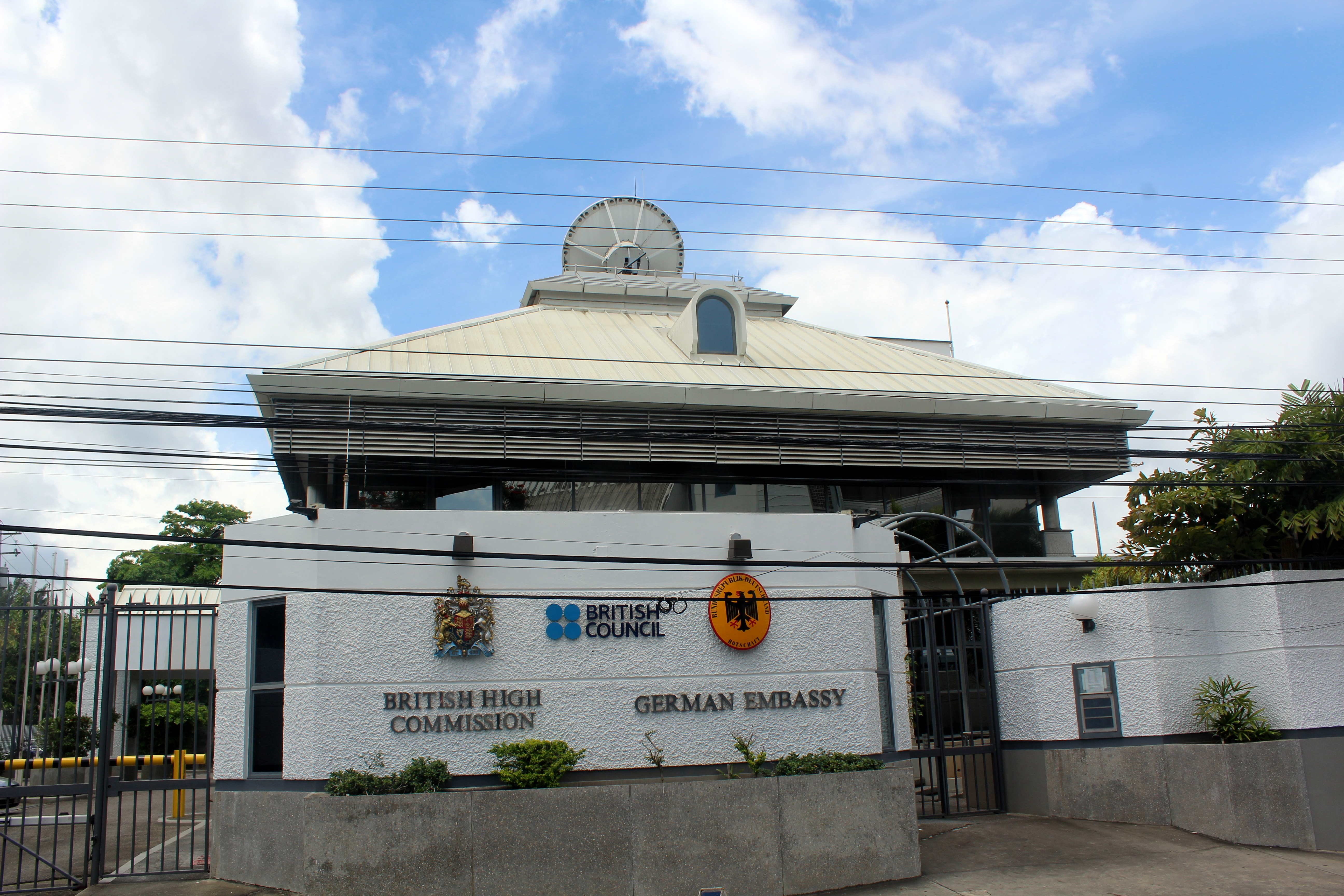
Standort der deutschen Botschaft in Port of Spain

Die Beziehungen zwischen Deutschland und Trinidad und Tobago sind das zwischenstaatliche Verhältnis zwischen Deutschland und Trinidad und Tobago. Vom Auswärtige Amt werden die diplomatischen Beziehungen als „traditionell gut“ bezeichnet. Deutschland hat eine Botschaft in Port-of-Spain, welche in dem Gebäude der High Commission des Vereinigten Königreichs untergebracht ist und auch für die diplomatischen Beziehungen zu zahlreichen weiteren karibischen Staaten zuständig ist. Im Gegenzug ist die trinidadische Botschaft in London⁣ für die die Pflege der Beziehungen zu Deutschland verantwortlich.

## Geschichte
1963, nach der Unabhängigkeit Trinidads vom Vereinigten Königreich, wurden diplomatische Beziehungen zwischen Trinidad und Tobago und der Bundesrepublik Deutschland aufgenommen, welche einen Botschafter nach Port of Spain entsendete. Zwischen 1987 und der deutschen Wiedervereinigung bestanden auch diplomatische Beziehungen mit der DDR. Die Fußballnationalmannschaft von Trinidad und Tobago nahm 2006 bei ihrer ersten WM-Teilnahme an der Weltmeisterschaft in Deutschland teil. 2010 trat zwischen Deutschland und Trinidad und Tobago ein gegenseitiger bilateraler Investitionsförderungs- und Schutzvertrag in Kraft. Im folgenden Jahr stellte Deutschland aufgrund der erfolgreichen wirtschaftlichen Entwicklung seine Entwicklungshilfe an Trinidad ein.

## Wirtschaftsbeziehungen
2024 lagen die deutschen Warenexporte nach Trinidad und Tobago bei 119,7 Millionen Euro und die Importe aus dem Land bei 90,7 Millionen Euro. In der Rangliste der deutschen Handelspartner nahm Trinidad und Tobago damit Rang 124 ein. Deutsche Unternehmen haben in dem Land investiert, darunter über 4 Milliarden Euro in den Großanlagenbau der Petrochemie. Trinidad und Tobago ist auch ein Reiseziel für deutsche Touristen. 2022 wurde eine direkte Flugverbindung zwischen beiden Staaten wiederhergestellt.
Die bilaterale Entwicklungszusammenarbeit wurde inzwischen eingestellt. Trinidad und Tobago profitiert allerdings von Regionalprojekten aus der Zusammenarbeit zwischen Deutschland und der Karibischen Gemeinschaft.